# Andrew Lazar
Andrew Lazar est un producteur de cinéma américain né en 1966 à New York (État de New York).

## Biographie
Andrew Lazar fait des études de cinéma à la Tisch School of the Arts au sein de l'université de New York, dont il sort diplômé du Maurice Kanbar Institute of Film & Television en 1989.
Après sa sortie de l'université, il devient vice-président chez Dino De Laurentiis Communications. En 1995, il crée sa propre société de production, Mad Chance Productions.

## Filmographie
- 1995 : Assassins de Richard Donner
- 1996 : Bound des Wachowski
- 1996 : Mémoires suspectes de John Dahl
- 1997 : Le Maître du jeu (The Maker) de Tim Hunter
- 1999 : Intrusion de Rand Ravich
- 1999 : Dix Bonnes Raisons de te larguer de Gil Junger
- 2000 : Le Bon Numéro de Nora Ephron
- 2000 : Space Cowboys de Clint Eastwood
- 2000 : Panic de Henry Bromell
- 2001 : Comme chiens et chats de Lawrence Guterman
- 2002 : Confessions d'un homme dangereux de George Clooney
- 2002 : Crève, Smoochy, crève ! de Danny DeVito
- 2004 : Les Petits Braqueurs de Bart Freundlich
- 2008 : Max la Menace de Peter Segal
- 2009 : I Love You Phillip Morris de Glenn Ficarra et John Requa
- 2010 : Comme chiens et chats : La Revanche de Kitty Galore de Brad Peyton
- 2010 : Jonah Hex de Jimmy Hayward
- 2014 : American Sniper de Clint Eastwood
- 2014 : Mauvaises Fréquentations de Tim Garrick
- 2015 : Charlie Mortdecai de David Koepp
- 2016 : Rupture de Steven Shainberg
- 2021 : Waldo, détective privé (Last Looks) de Tim Kirkby
- 2023 : Insubmersible (Nyad) d'Elizabeth Chai Vasarhelyi et Jimmy Chin
- 2024 : The Killer's Game de J. J. Perry
- 2024 : Brothers de Max Barbakow
- 2025 : G20 de Patricia Riggen

## Distinctions

### Récompenses
- AFI Awards 2014 : Film de l'année pour American Sniper, conjointement avec Clint Eastwood, Robert Lorenz, Bradley Cooper et Peter Morgan

### Nominations
- Oscars du cinéma 2015 : American Sniper pour l'Oscar du meilleur film